# АК-630
АК-630 — советская и российская корабельная автоматическая артиллерийская установка калибром 30 мм с одним шестиствольным вращающимся орудием АО-18, созданная в 1964 году под руководством В. П. Грязева и А. Г. Шипунова и принятая на вооружение ВМФ СССР 6 января 1976 года. В наименовании «6» означает шесть стволов, 30 — калибр.
Является средством самообороны кораблей, может быть использована для поражения воздушных целей на наклонной дальности до 4000 м и лёгких надводных сил противника на дистанциях до 5000 м. Относится к классу малокалиберных автоматических артиллерийских орудий.
Производство освоено на Тульском машиностроительном заводе.

## Применение
- Крейсера проекта 58
- Большие противолодочные корабли проекта 1134-А
- Большие противолодочные корабли проекта 1134-Б
- Большие противолодочные корабли проекта 1155 — в строю 6 кораблей, имеющих по 4 АК-630
- ТАРКР «Адмирал Лазарев»
- ТАКР «Адмирал флота Советского Союза Кузнецов» — имеет 6 АК-630
- ТАКР проекта 1143 «Кречет»
- Эскадренные миноносцы проекта 956 «Сарыч» — в строю 3…6 кораблей (ещё 2 — у Китая), имеющих по 4 АК-630М
- Крейсера проекта 1164 — в строю 2 (с 15 апреля 2022) корабля, имеющих по 6 АК-630
- Большой разведывательный корабль ССВ-33 «Урал»
- Сторожевые корабли проекта 11351 — в строю 2 корабля (ещё 1 — затопленный флагман Украины) имеющих по 2 АК-630
- Фрегаты проекта 11356Р — в строю 3 корабля (ещё 2 строятся для Индии), имеющих по 2 АК-630
- Корветы проекта 20380 — в строю 7 кораблей, имеющих по 2 АК-630
- Малые ракетные корабли проекта 1239 — в строю 2 корабля, имеющих по 2 АК-630
- Малые противолодочные корабли проекта 1124(М) — в строю 22 корабля, имеющих по 1 АК-630
- Малые ракетные корабли проекта 1234 — в строю 10 кораблей (ещё 3 — у Алжира???), имеющих по 1 АК-630
- Ракетные катера проекта 1241 — в строю 21 корабль (ещё до 20 — за рубежом), имеющих по 2 АК-630
- Малые противолодочные корабли проекта 12412 — в строю 6…8 кораблей, имеющих по 1 АК-630
- Сторожевые катера проекта 10410 — в строю 28 кораблей (ещё 7 — у Вьетнама, 1 — у Словении), имеющих по 1 АК-630
- Облегчённый вариант пушки под наименованием ГШ-6-30А применялся в качестве штатного оружия на истребителе-бомбардировщике МиГ-27
- Малые десантные корабли на воздушной подушке проекта 12322 — в строю 2 корабля (ещё по 4 — у Китая и Греции), имеющих по 2 АК-630
- Большие десантные корабли проекта 775/III — в строю 3 корабля, имеющих по 2 АК-630М
- Малые артиллерийские корабли проекта 1208 и 12081 — в строю 1 корабль, имеющий 2 АК-630
- Пограничные сторожевые корабли проекта 1248 — в строю 15 кораблей, имеющих по 1 АК-630
- Патрульные корабли проекта 22460 «Охотник» — в строю 13 кораблей, имеющих по 1 АК-630
- Разведывательные корабли проекта 864 «Меридиан» — в строю 7 кораблей, имеющих по 2 АК-630

## Тактико-технические характеристики
Огневые характеристики:
- Калибр: 30 мм.
- Патрон: 30 × 165 мм.
- Длина ствола: 54 калибра.
- Скорострельность: 4000-5000 выстрелов/мин.
- Длина очереди:
  - 6 очередей по 400 выстрелов с перерывом 5 с.
  - 6 очередей по 200 выстрелов с перерывом 1 с.
- Масса патрона: 0,83 кг.
- Начальная скорость снаряда: 1030 м/с.
- Дальность стрельбы: 4000 м.
- Вертикальная плоскость: от −12° до +88°
  - Максимальная скорость поворота в вертикальной плоскости: 50° /с.
- Горизонтальная плоскость: от +180° до −180°
- Максимальная скорость поворота в горизонтальной плоскости: 70° /с.

Другие характеристики:
- Масса: 3800 кг.
- Система подачи боеприпаса: ленточное, непрерывное.
- Боевой расчёт: 1 чел.
- Боезапас: основной — 2000 ед., запасной бункер — 1000 ед. (только у АК-630М)
- Управление огнём может осуществляться системой МР-123-02/3 «Багира»

## Боекомплект
В боекомплект артустановок АК-630 и АК-306 входят два типа выстрелов:
1. Осколочно-фугасный зажигательный снаряд ОФ-84 весом 0,39 кг, вес взрывчатого вещества 48,5 г, взрыватель А-498К. Модификация снаряда ОФ-84 имеет обозначение ОФЗ.
2. Осколочно-трассирующий снаряд ОР-84 весом 0,39 кг, вес взрывчатого вещества 11,7 г, взрывателя нет. Вес патрона 832…834 г, длина патрона до 293 мм. Вес гильзы около 300 г. Порох марки 6/7ФЛ.

## Сравнение с аналогами
Сравнение корабельных малокалиберных автоматических артиллерийских пушек